# 科摩羅狐蝠
科摩羅狐蝠（學名Pteropus livingstonii），又名科島狐蝠，是一種蝙蝠。它們只分佈在葛摩的兩個島嶼上，是當地最為稀有的蝙蝠。它們棲於山區森林，但因伐林及棲息地受到破壞而面臨威脅。於2003年，它們的數量只餘下1200隻。它們會向掠食者射出尿液來保護自己。
科摩羅狐蝠於7月至9月出生。雌蝠一年一般只會生一胎。幼蝠到3-6個月大就可以獨立。它們主要吃果實。成年的翼展可以闊達2米。